# Tosagua
Tosagua – miasto w zachodnim Ekwadorze, położone ok. 35 km Oceanu Spokojnego, w prowincji Manabí. Stolica kantonu Tosagua.
Przez miasto przebiega droga krajowa E38.